# Bivacco Bonfante
Il bivacco Elio Bonfante alle Camoscere (abbreviato in bivacco Bonfante) è un bivacco situato in valle Maira, in comune di Prazzo, ai piedi del monte Chersogno e della rocca la Marchisa.

## Storia
Il bivacco è stato realizzato nei primi anni del XXI secolo ed è stato inaugurato nel 2006. È dedicato ad Elio Bonfante, alpinista morto sul Dente del Gigante nel 1992.

## Caratteristiche
Si trova in località Piano Vallonello, a poca distanza dal lago Camoscere.
È una costruzione in legno ad un solo piano, con tetto in lamiera. È aperto tutto l'anno e dispone di 12 posti letto. È dotato di un impianto elettrico a pannelli fotovoltaici. Ci si può rifornire di acqua potabile alla vicina fonte Nera, a circa 10 minuti a piedi dal bivacco, mentre all'esterno del bivacco si trova un rubinetto che eroga acqua non potabile.

## Accessi
Si può accedere al bivacco dalla valle Maira partendo, in comune di Prazzo, dalla borgata Campiglione o dalle grange Chiotti, e seguendo il sentiero T5 fino alla fonte Nera, da dove si volge a destra per il bivacco.
L'accesso più comodo dalla valle Varaita avviene raggiungendo con l'auto il colle della Bicocca, da cui si segue il sentiero T6 fino al bivacco.

## Ascensioni
- Rocca la Marchisa (3072 m)
- Pelvo d'Elva (3064 m)
- Monte Chersogno (3026 m)
- Monte Camoscere (2984 m)
- Rocca Gialeo (2983 m)

## Traversate
- al rifugio Melezè (Sant'Anna di Bellino) attraverso il colle delle Sagneres, oppure attraverso il colle di Vers
- al rifugio Campo Base (Chiappera) attraverso il colle delle Sagne
- ai posti tappa GTA e Via Alpina di Elva e di Chiesa di Bellino
- Alla Capanna Ussolo, nel comune di Prazzo

## Altre attività
Nei pressi del bivacco è stata attrezzata una palestra di arrampicata, intitolata anch'essa ad Elio Bonfante, con 13 vie monotiro ed una in due tiri, con grado di difficoltà compresa tra 4a e 6b+.

### Cartografia
- Cartografia ufficiale italiana dell'Istituto Geografico Militare (IGM) in scala 1:25.000 e 1:100.000, consultabile on line
- Sistema Informativo Territoriale della provincia di Cuneo, su base cartografica 1:10.000
- Istituto Geografico Centrale - Carta dei sentieri 1:50.000 n. 6 "Monviso" e n. 7 "Valli Maira - Grana - Stura", e 1:25.000 n. 111 "Valle Maira - Acceglio"
- Provincia di Cuneo - Comunità montana Valle Maira: Carta dei sentieri scala 1:25.000  Valle Maira